# Kolpochoerus
Genre
Kolpochoerus est un genre fossile de la famille des Suidae (les porcs), apparenté aux genres actuels Hylochoerus (les hylochères) et Potamochoerus  (les potamochères). 
Leurs fossiles sont connus en Afrique du milieu du Pliocène jusqu'à la fin du Pléistocène moyen, soit il y a environ entre 3,600 et 0,126 millions d'années.

## Liste des espèces
Selon Paleobiology Database (15 mars 2025) :

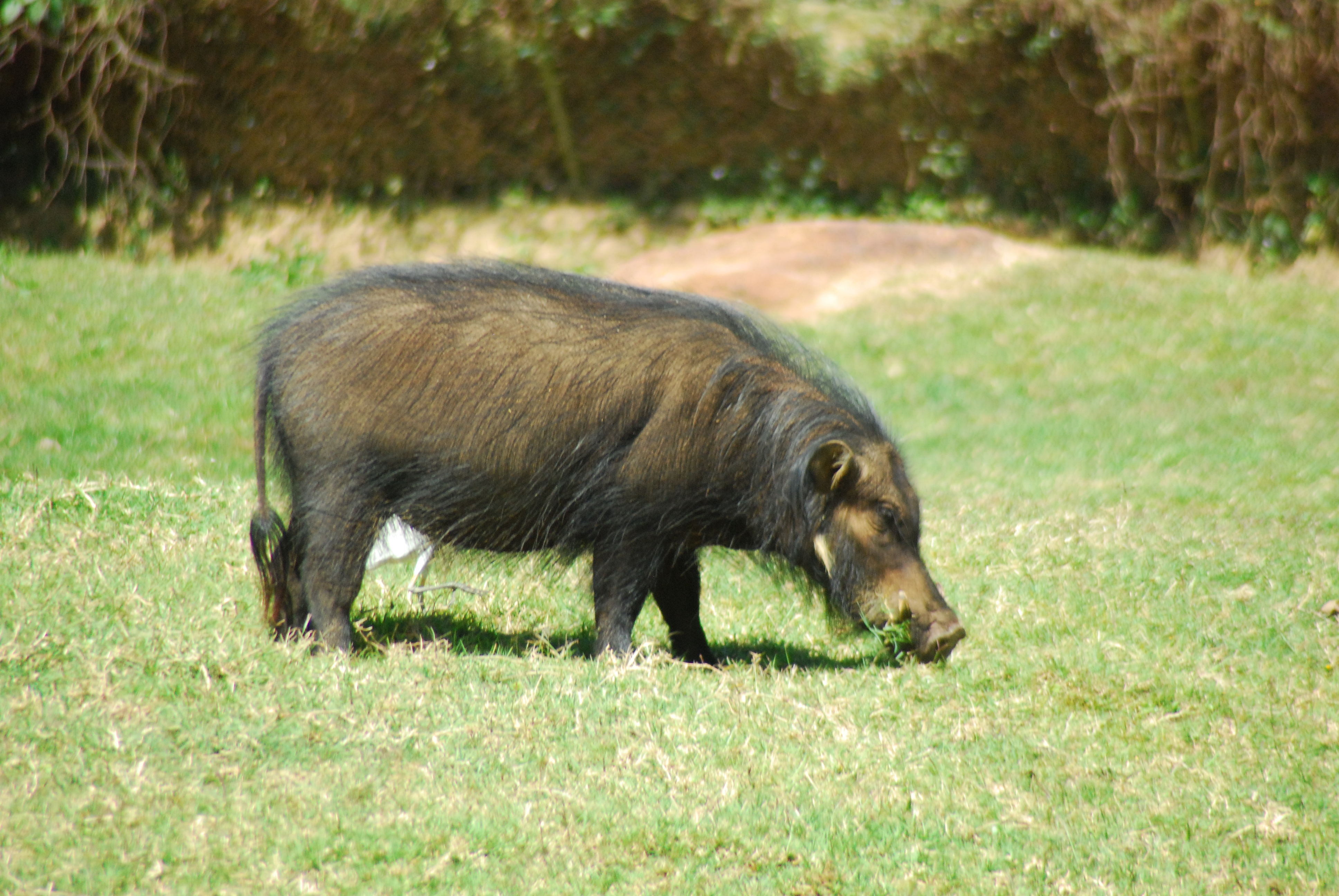
L'hylochère actuel, un proche parent de Kolpochoerus.

- † Kolpochoerus afarensis (Cooke, 1978) - Afrique de l'Est (Pliocène)
- † Kolpochoerus cookei Brunet & White, 2001 - Éthiopie (Pliocène supérieur)
- † Kolpochoerus deheinzelini Brunet & White, 2001 - Tchad, Éthiopie (Pliocène inférieur)
- † Kolpochoerus evronensis (Haas, 1970) - Israël (Pléistocène inférieur)
- † Kolpochoerus limnetes (Hopwood, 1926) - Afrique de l'Est (Pliocène à Pléistocène inférieur)
- † Kolpochoerus majus (Hopwood, 1934)- Afrique de l'Est (Pléistocène)
- † Kolpochoerus maroccanus Ennouchi, 1953 - Algérie - (Pléistocène inférieur)
- † Kolpochoerus olduvaiensis Leakey 1942 - Éthiopie, Israël, Tanzanie (Pliocène à Pléistocène inférieur)
- † Kolpochoerus phillipi Souron et al., 2015 - Éthiopie (Pléistocène)

- † Mesochoerus hesseloni (Leakey, 1943) - Afrique de l'Est (Plio-Pléistocène)
- † Kolpochoerus millensis - Afar central, Éthiopie (Pliocène)
- † Kolpochoerus olduvaiensis - Afrique de l'Est (Pléistocène)
- † Kolpochoerus paiceae - Afrique du Sud (Pléistocène)
- † Kolpochoerus phacochoeroides - Maroc (Pliocène supérieur)

## Biologie
On pense que la plupart de ces espèces vivaient dans les forêts, contrairement aux potamochère du Cap et au potamochère roux qui vivent actuellement dans la brousse et la savane africaines.

## Systématique
Le nom valide complet (avec auteur) de ce taxon est Kolpochoerus van Hoepen & van Hoepen (d), 1932.
Kolpochoerus a pour synonymes :
- Ectopotamochoerus Leakey, 1965[2]
- Mesochoerus Shaw & Cooke, 1941[3],[2]
- Omochoerus Arambourg, 1942[2]
- Promesochoerus Leakey, 1965[2]
- Vaalichoerus Kretzoi & Kretzoi, 2000[3]